# Campanula poscharskyana
Campanula poscharskyana es una especie de plantas con flores perteneciente a la familia de las campanuláceas. Es originaria de los Alpes Dináricos en la antigua Yugoslavia.

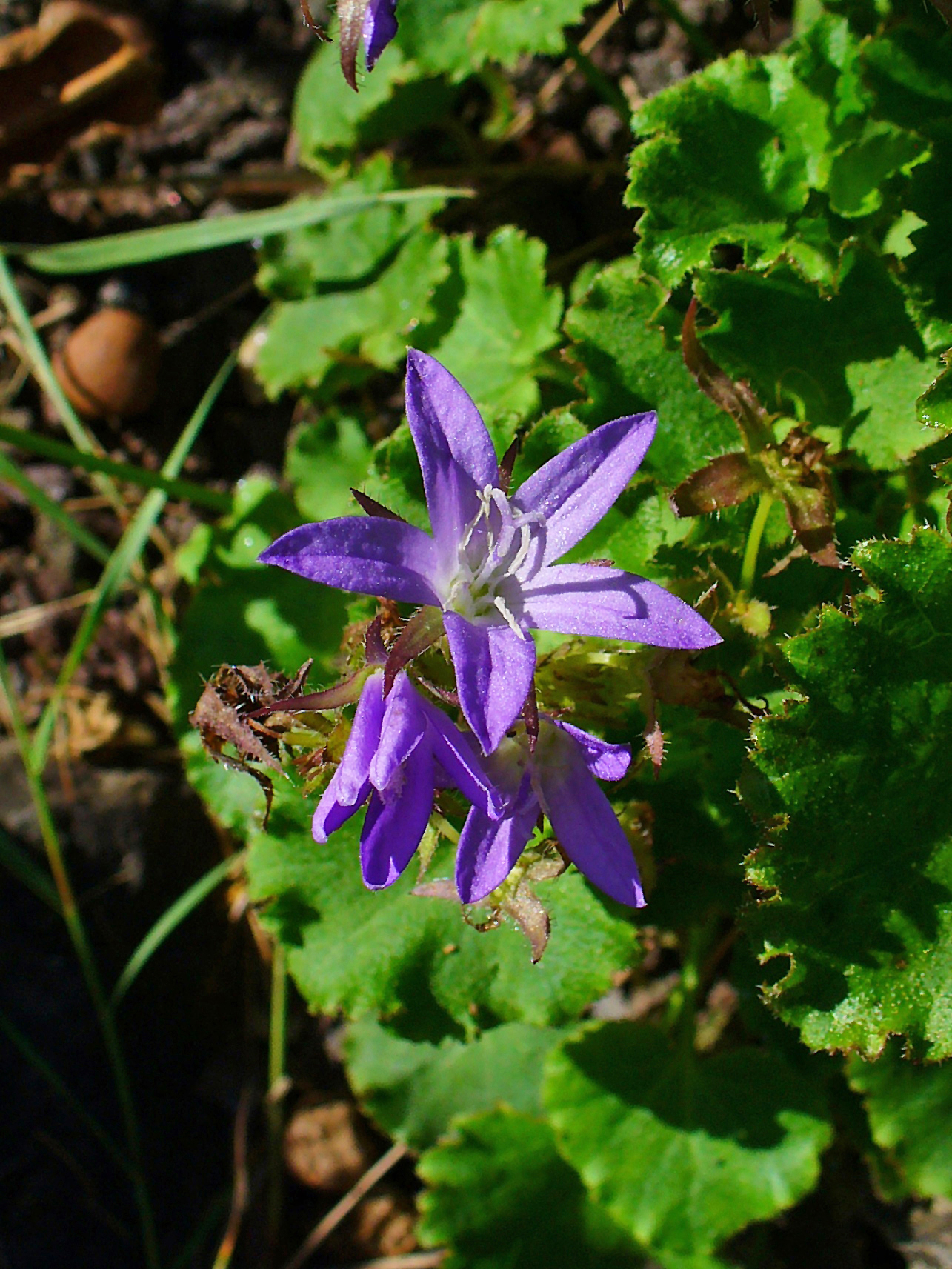
Detalle de las flores

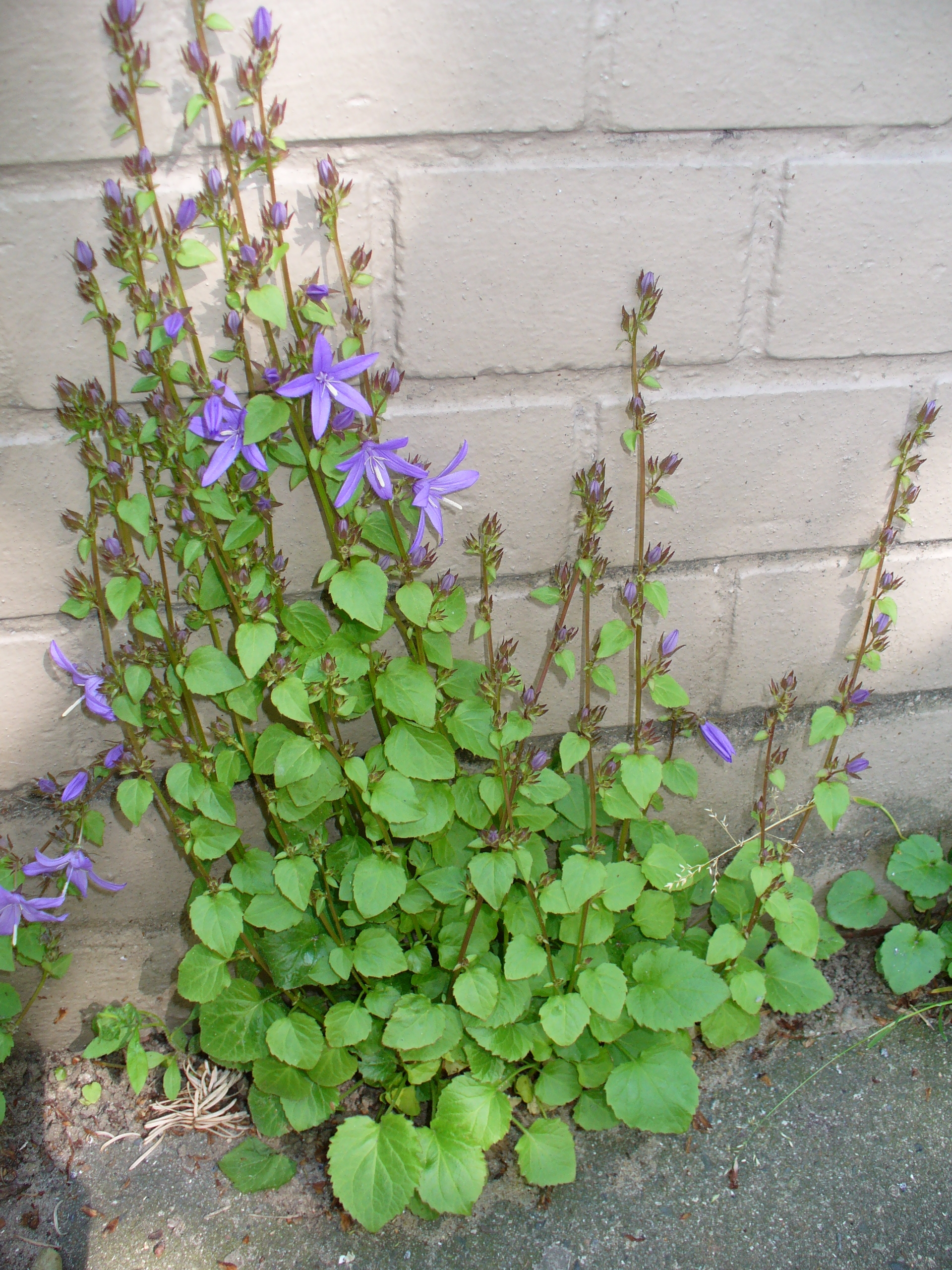
Vista de la planta

## Descripción
Las hojas son de 2,5-4 cm de largo. Alcanza un tamaño de unos 20-25 cm de largo, que luego se vuelven hacia arriba, colocando las flores de unos 10 cm del suelo. Las flores son de color azul lavanda y florecen desde mediados de primavera hasta principios de otoño.

## Cultivo y usos
Se desarrolla al aire libre durante los veranos con noches más cortas, con más luz traer más flores. Incluso durante el invierno sobrevive mejor con mucha luz solar. Se alimenta con abono cada dos semanas durante el verano.
Requiere mucha agua, pero no acepta el agua estancada, ya que asfixia las raíces. La luz directa del sol al mediodía puede hacerle transpirar demasiado y llevarle a la extinción, porque se pone demasiado caliente. Así como los vientos fuertes, que seca la planta.
La planta se cultiva en el norte de Europa, ya sea en macizos de flores en los jardines o en macetas en las ventanas, aunque prefiere los grava y arena, para airear las raíces.
Durante el invierno,  sobrevive a los alrededor de 5 a 10 °C, pero pueden tolerar temperaturas más frías hasta los dos. Aunque se considera resistente al invierno, muchos productores la ponen en interiores, y lo mantienen en un terreno ligeramente húmedo en una ventana o en el sótano debajo de una lámpara.
Es común que se corte la planta durante el otoño, para que se conserve la energía durante el invierno, y luego plantar cuando llegue la primavera. Durante el invierno, no  necesita fertilizante, ya que la planta no crece.
Las plantas pueden ser cultivadas a partir de esquejes de tallo o de la división de las raíces.
Las hojas son comestibles durante todo el año, y se puede poner en ensaladas.

## Plagas
Los tisanópteros y pulgones se alimentan de las hojas.

## Taxonomía
Campanula poscharskyana fue descrita por Árpád von Degen y publicado en Magyar Botanikai Lapok 7: 103–104. 1908.
Etimología
Campanula: nombre genérico diminutivo del término latino campana, que significa "pequeña campana", aludiendo a la forma de las flores.
poscharskyana: epíteto otorgado en honor de Gustav Adolf Poscharsky.
Sinonimia
- Campanula pauciflora Lam. ex Steud., Nomencl. Bot., ed. 2, 1: 269 (1840), nom. inval.[5][6]